# Tour de Sudáfrica
El Tour de Sudáfrica o Tour of South Africa es una carrera de ciclismo masculino profesional en ruta por etapas que se disputa en Sudáfrica anualmente en febrero.   
Fue creado en 2011 y ha sido incluido en la categoría 2.2 —tercera categoría de competencias por etapas en ruta— del UCI Africa Tour. 
La primera edición tuvo siete etapas. Los organizadores aspiran a que la competencia sea de nueve etapas y, que en plazo menor a cinco años, sea la primera prueba africana catalogada en la categoría 2.HC.

## Palmarés
| Año  | Ganador        | Segundo      | Tercero     |
| ---- | -------------- | ------------ | ----------- |
| 2011 | Kristian House | Johann Rabie | Daryl Impey |

## Palmarés por países
| País        | Victorias |
| ----------- | --------- |
| Reino Unido | 1         |